# Nationaal Park Transbaikal
Nationaal Park Transbaikal (Russisch: Забайкальский национальный парк, Zabajkalski natsionalnyu park) is een nationaal park gelegen aan de oostkust van het Baikalmeer in de Russische autonome republiek Boerjatië. De oprichting tot nationaal park vond op 12 september 1986 plaats per decreet (№ 401/1986) van de Raad van Ministers van de Russische SFSR en heeft momenteel een oppervlakte van 2.689,93 km². Hiervan ligt 388,25 km² in het Baikalmeer. Sinds 18 mei 2012 vond er een fusie plaats met Biosfeerreservaat Bargoezinski, wat inhoudt dat Nationaal Park Transbaikal vanuit Bargoezinski bestuurd wordt. Bovendien maakt Nationaal Park Transbaikal sinds 1996 deel uit van de UNESCO-werelderfgoedinschrijving «Baikalmeer».

## Kenmerken
Nationaal Park Transbaikal is bergachtig en bestaat hoofdzakelijk uit bergtaiga. Het bestaat uit verschillende orografische eenheden; het zuidelijke deel van het Bargoezingebergte, het schiereiland Svjatoj Nos, de Tsjivyrkoejski-landengte en de Oesjkaneilanden. De grootste eenheid hierbinnen is het Bargoezingebergte, dat een noord-zuidrichting kent en Transbaikal binnenloopt vanuit het naburige Biosfeerreservaat Bargoezinski. Het hoogste punt van Transbaikal wordt hier gevonden, met een hoogte van 2.376 m. Het schiereiland Svjatoj Nos is eveneens bergachtig en bereikt een maximale hoogte van 1.420 m. Het Bargoezingebergte en Svjatoj Nos zijn met elkaar verbonden via de Tsjivyrkoejski-landengte. De Tsjivyrkoejski-landengte vormt een 20 km lange moerasachtige strook en heeft een breedte tussen de 8 en 18 km. De Oesjkaneilanden zijn vier eilanden gelegen voor de kust van Nationaal Park Transbaikal. Ze bestaan uit het eiland Oesjkan en drie kleinere eilanden.

## Flora en fauna
De bossen van Nationaal Park Transbaikal worden sterk gedomineerd door naaldbomen, zoals grove den (Pinus sylvestris), Siberische dwergden (Pinus pumila), Siberische den (Pinus sibirica), Aziatische larix (Larix gmelinii) en Siberische zilverspar (Abies sibirica). In mindere mate groeien er loofbomen, zoals de goudberk (Betula ermanii), Aziatische berk (Betula platyphylla) en esp (Populus tremula).
In Nationaal Park Transbaikal bestaat de dierenwereld grotendeels uit soorten die kenmerkend zijn voor de boreale zone. Zo is het mogelijk om hier soorten aan te treffen als bruine beer (Ursus arctos), wolf (Canis lupus), veelvraat (Gulo gulo), sabelmarter (Martes zibellina), Siberische grondeekhoorn (Tamias sibiricus), auerhoen (Tetrao urogallus) en hazelhoen (Tetrastes bonasia). Andere soorten zijn bijvoorbeeld het Siberisch muskushert (Moschus moschiferus) en hoog in de bergen leeft ook de kamtsjatkamarmot (Marmota camtschatica). Op de Oesjkaneilanden is in het voortplantingsseizoen een kolonie baikalrobben (Pusa sibirica) aanwezig, met soms meer dan 1.000 exemplaren. In de baaien, meren en rivieren van Transbaikal leven vissoorten als kwabaal (Lota lota), arctische houting (Coregonus autumnalis) en Siberische vlagzalm (Thymallus arcticus).
- Gemeinsame Normdatei: 7608326-3